# Cryptocarya sericeotriplinervia
Cryptocarya sericeotriplinervia är en lagerväxtart som beskrevs av André Joseph Guillaume Henri Kostermans. Cryptocarya sericeotriplinervia ingår i släktet Cryptocarya och familjen lagerväxter. Inga underarter finns listade i Catalogue of Life.